# فرناندو پاچکو فلورس
فرناندو پاچکو فلورس (انگلیسی: Fernando Pacheco Flores؛ زادهٔ ۱۸ مهٔ ۱۹۹۲) یک بازیکن فوتبال اهل اسپانیا است که پس از کیلور ناواس و کیکو کاسیا به‌عنوان دروازه‌بان سوم برای باشگاه فوتبال رئال مادرید بازی می‌کند.
او تا کنون و در فصل ۲۰۱۴-۲۰۱۵ در یک بازی جام حذفی اسپانیا و در برابر تیم فوتبال کورنیا برای رئال مادرید به میدان رفته که در آن بازی گلی دریافت نکرده است.